# 何信祿龍屬
何信祿龍（学名：Hexinlusaurus）是種原始鸟臀目恐龍，是一种小型的二足植食性恐龍，生活在侏罗纪中期，化石發現於中国四川省自贡市大山铺，由成都理工大學的何信禄和蔡开基在1983年敘述及命名。
何信祿龍的正模標本（編號ZDM T6001）包含一個幾乎完整的頭顱骨，以及部份頭顱後骨骸，發現於大山铺的下沙溪廟組陸相沙岩層，年代相當於侏羅紀的巴柔階。副模標本（編號ZDM T6002）是一個部份頭顱骨與顱後的骨骼。
多齒何信祿龍原本為多齒鹽都龍（Yandusaurus multidens），保羅·巴雷特（Paul Barrett）等人在2005年將牠們成立獨立的屬，並認為牠們與其他基礎鳥腳類恐龍的差別在於單一獨有衍徵（Autapomorphy）：眶後的側面有一個明顯的凹面。屬名是以最初的命名者何信祿為名。
其他生存於大山铺地區的恐龍包括：蜥腳下目的蜀龍、獸腳亞目的氣龍、以及劍龍亞目的華陽龍。

## 原鹽都龍
這個物種被正式命名為何信祿龍之前，這種恐龍被非正式名稱為原鹽都龍（"Proyandusaurus"）。這個名稱最初出現在Fabien Knoll的研究概論之中。

## 外部連結
- https://web.archive.org/web/20181003215106/http://www.thescelosaurus.com/ornithischia